# Reformierte Kirche Appenzell

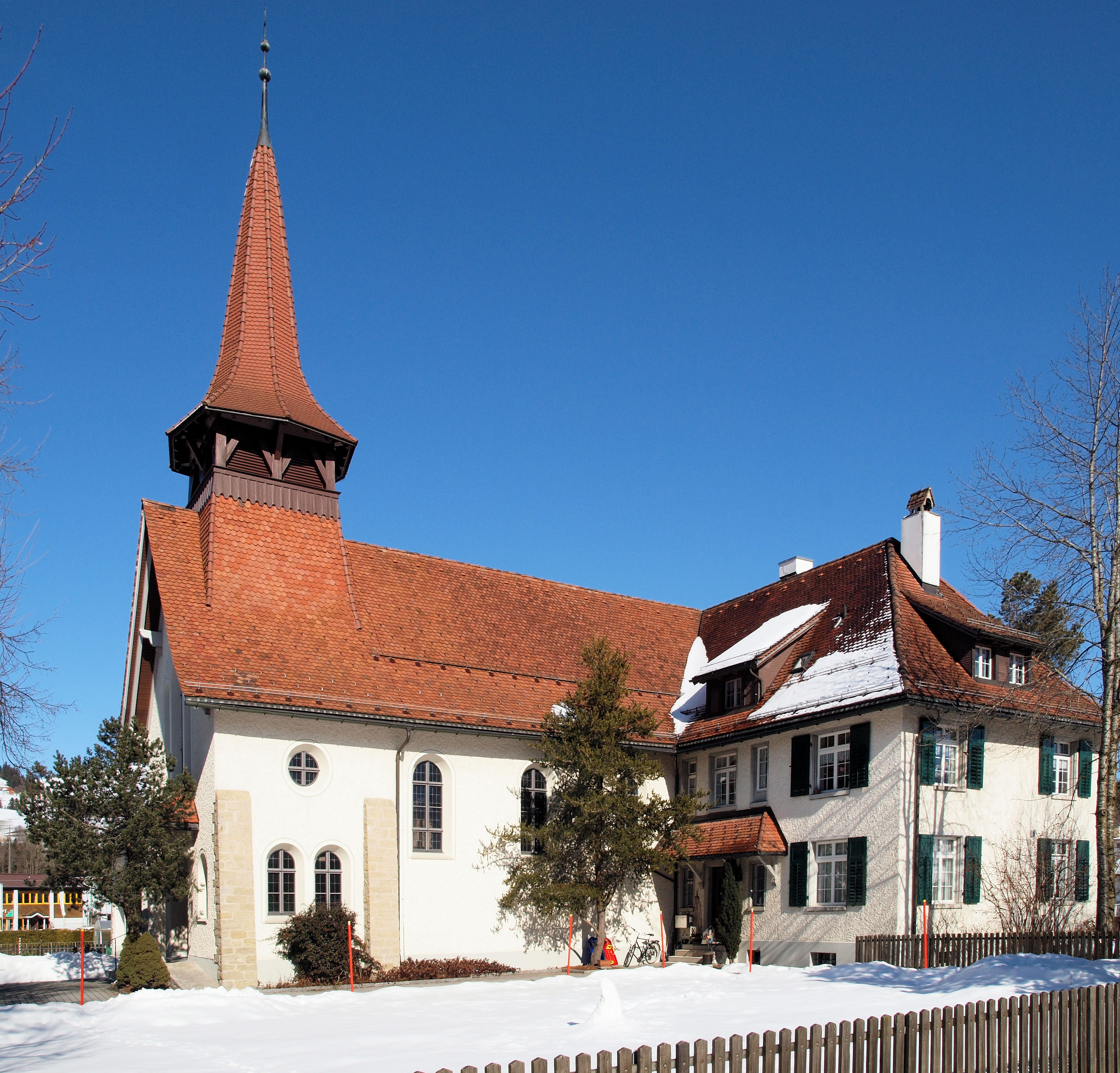
Ansicht der reformierten Kirche mit angebautem Pfarrhaus von Südwesten her

Die reformierte Kirche Appenzell bildet zusammen mit dem reformierten Pfarrhaus eine Einheit. Das Gebäude wurde zwischen 1908 und 1909 erbaut. Die Kirche befindet sich nördlich des Friedhofes von Appenzell, während sich die römisch-katholische Pfarrkirche von Appenzell auf dessen Südseite befindet.

## Geschichte der Pfarrei
Die Landteilung des Kantons Appenzell im Jahr 1597 erfolgte nach den Konfessionen. Der Halbkanton Appenzell Innerrhoden war somit römisch-katholischen Glaubens und die meisten Reformierten zogen in den Kanton Appenzell Ausserrhoden. Erst mit dem Ende der alten Eidgenossenschaft und der während der Helvetik eingeführten Trennung von Staat und Kirche ergab sich für die Angehörigen des reformierten Glaubens wieder die Möglichkeit des gleichberechtigten Zusammenlebens im katholisch dominierten Appenzell Innerrhoden. Mit der neuen Verfassung der Schweizerischen Eidgenossenschaft 1848 wurde die Glaubensfreiheit festgeschrieben. Im Jahr 1875 wurde in Appenzell der Protestantenverein gegründet, welcher seine Gottesdienste bis 1881 im Rathaus (Hautgasse 6), und danach in einer eigenen Liegenschaft an der Hauptstrasse 11 abhielt. Bis zur Einsetzung des ersten eigenen Geistlichen wurden die Gottesdienste meistens vom Dekan von Gais, Heinrich Jakob Heim, abgehalten. 1890 berief man Paul Eppler aus Basel nach Appenzell, welcher den Verein in die evangelisch-reformierte Kirchgemeinde überführte. Damit wuchs der Wunsch nach einer eigenen Kirche. Im Jahr 1907 wurde aus zwei Projekten das Projekt der Architekten Emanuel La Roche und Adolf Benedikt Stähelin gewählt, wobei Adolf Stähelin auch die Bauleitung übernahm.

## Gebäude
Das Gebäude ist im Heimatstil gehalten. Die Kirche und das Pfarrhaus bilden eine Einheit und sind ineinander gebaut. Das Gebäude besteht aus dem nach Osten ausgerichteten Kirchenschiff, welches rechtwinklig auf das Pfarrhaus trifft. Der Chor befindet sich im Pfarrhaus und nimmt rund ein Viertel von dessen Grundfläche ein. Die beiden Gebäudeteile besitzen einen gleich hohen Dachfirst. Während das Dach beim Pfarrhaus als Walmdach ausgebildet ist, ist die freie Seite des Schiffes als Satteldach ausgebildet. Über dem Eingang befindet sich auf dem Kirchenschiff ein Dachreiter mit dem Geläute. Nördlich des Kirchenschiffs ist an der Westseite auf einer Flucht mit dem Schiff ein einstöckiger Abbau angebaut. Der Eingang zur Kirche besitzt ein Vorzeichen. Im Schiff ist unter der Empore eine Vorhalle angeordnet. Der Zugang zur Empore erfolgt über eine Treppe im nördlichen Anbau. Ursprünglich war die Vorhalle als Erweiterung des Kirchenschiffes geplant und mit einer Fensterfront von diesem abgetrennt. Anlässlich der Renovierung im Jahr 1973, die durch Max Rohner aus Herisau durchgeführt wurde, wurde die Vorhalle zu einem inneren Windfang umgebaut. Auch der Chor wurde neu gestaltet und eine neue Orgel der Manufaktur Späth Orgelbau aus Rapperswil eingebaut. Diese verfügt über acht Register auf einem Manual und Pedal. Sie wurde in den Jahren 1985, 2004 und 2016 einer Revision durch die Herstellerfirma unterzogen.